# 요아킴 안데르센
요아킴 크리스티안 안데르센(덴마크어: Joachim Christian Andersen, 1996년 5월 31일 ~ )는 덴마크의 축구 선수이며, 풀럼 FC에서 센터백으로 뛰고 있다.